# Alpenpokal 1983
Der Alpenpokal 1983 war die 23. Auflage des Fußballwettbewerbs. AS Monaco gewann das Finale gegen AJ Auxerre.

## Gruppenphase

### Gruppe A
| Pl.                                                              | Verein              | Sp. | S | U | N | Tore    | Diff. | Punkte | Bonus | Gesamt |
| ---------------------------------------------------------------- | ------------------- | --- | - | - | - | ------- | ----- | ------ | ----- | ------ |
| 1.                                                               | AJ Auxerre          | 4   | 2 | 2 | 0 | 009:400 | +5    | 06     | 1     | 7      |
| 2.                                                               | FC Sochaux          | 4   | 3 | 1 | 0 | 008:500 | +3    | 07     | 0     | 7      |
| 3.                                                               | FC Lausanne-Sport   | 4   | 0 | 2 | 2 | 005:900 | −4    | 02     | 0     | 2      |
| 4.                                                               | Grasshoppers Zürich | 4   | 0 | 1 | 3 | 004:800 | −4    | 01     | 0     | 1      |
| 1 Bonuspunkt pro Spiel, das mit 3 oder mehr Toren gewonnen wird. |                     |     |   |   |   |         |       |        |       |        |

| 2. Juli 1983        |     |                     |
| Grasshoppers Zürich | 0:2 | AJ Auxerre          |
| FC Lausanne-Sport   | 2:3 | FC Sochaux          |
| 9. Juli 1983        |     |                     |
| FC Lausanne-Sport   | 1:1 | AJ Auxerre          |
| 10. Juli 1983       |     |                     |
| FC Sochaux          | 2:1 | Grasshoppers Zürich |
| 12. Juli 1983       |     |                     |
| AJ Auxerre          | 2:2 | Grasshoppers Zürich |
| 13. Juli 1983       |     |                     |
| FC Sochaux          | 1:1 | FC Lausanne-Sport   |
| 16. Juli 1983       |     |                     |
| Grasshoppers Zürich | 1:2 | FC Sochaux          |
| AJ Auxerre          | 4:1 | FC Lausanne-Sport   |

### Gruppe B
| Pl.                                                              | Verein          | Sp. | S | U | N | Tore    | Diff. | Punkte | Bonus | Gesamt |
| ---------------------------------------------------------------- | --------------- | --- | - | - | - | ------- | ----- | ------ | ----- | ------ |
| 1.                                                               | AS Monaco       | 4   | 3 | 1 | 0 | 013:200 | +11   | 07     | 2     | 9      |
| 2.                                                               | FC Metz         | 4   | 2 | 2 | 0 | 009:700 | +2    | 06     | 0     | 6      |
| 3.                                                               | Servette Genf   | 4   | 0 | 3 | 1 | 005:900 | −4    | 03     | 0     | 3      |
| 4.                                                               | Neuchâtel Xamax | 4   | 0 | 0 | 4 | 004:130 | −9    | 0      | 0     | 0      |
| 1 Bonuspunkt pro Spiel, das mit 3 oder mehr Toren gewonnen wird. |                 |     |   |   |   |         |       |        |       |        |

| 2. Juli 1983    |     |                 |
| Neuchâtel Xamax | 1:2 | AS Monaco       |
| 3. Juli 1983    |     |                 |
| FC Metz         | 2:2 | Servette Genf   |
| 9. Juli 1983    |     |                 |
| Neuchâtel Xamax | 2:3 | FC Metz         |
| Servette Genf   | 1:1 | AS Monaco       |
| 12. Juli 1983   |     |                 |
| FC Metz         | 2:1 | Neuchâtel Xamax |
| AS Monaco       | 4:0 | Servette Genf   |
| 16. Juli 1983   |     |                 |
| Servette Genf   | 2:2 | FC Metz         |
| AS Monaco       | 6:0 | Neuchâtel Xamax |

## Finale
Das Spiel fand am 4. September 1983 in Monaco statt.
|           | Ergebnis |            |
| --------- | -------- | ---------- |
| AS Monaco | 2:1      | AJ Auxerre |